# Michał Kotlorz
Michał Kotlorz (* 12. Mai 1987 in Katowice) ist ein polnischer Eishockeyspieler, der seit 2007 beim GKS Tychy in der Ekstraliga unter Vertrag steht.    

## Karriere
Michał Kotlorz begann seine Karriere als Eishockeyspieler in der Jugendabteilung des GKS Tychy. 2004 wurde er in die Nachwuchsakademie des polnischen Eishockeyverbandes Szkoła Mistrzostwa Sportowego aufgenommen, für die er in der zweitklassigen I liga bis 2006 spielte. Anschließend wechselte er zu Naprzód Janów in seine Geburtsstadt Kattowitz. Bei dem Stadtteilklub, der gerade erst wieder in die Ekstraliga aufgestiegen war, absolvierte er seine ersten Erstligaspiele. Aber bereits nach einem Jahr zog es ihn zu seinem Stammverein GKS Tychy zurück, für den er seither auf dem Eis steht. Mit den Schlesiern gewann er 2008, 2009 und 2010 den polnischen Eishockeypokal. In der Meisterschaft erreichte er mit dem GKS Tychy zwar viermal das Playoff-Endspiel, zum Titelgewinn reichte es jedoch nicht, da alle vier Endspielserien verloren gingen (2008, 2009 und 2011 gegen den KS Cracovia, 2014 gegen den KH Sanok). 2011 wurde er für das All-Star-Game der Ekstraliga nominiert. 2015 gelang dann endlich der große Wurf, als Kotlorz mit dem GKS Tychy nicht nur erstmal in seiner Karriere polnischer Meister wurde, sondern auch den Pokalwettbewerb und damit das Double gewann.

### International
Für Polen nahm Kotlorz im Juniorenbereich an der U18-Weltmeisterschaft der Division I 2005 sowie den U20-Weltmeisterschaften der Division I 2006 und 2007 teil.
Im Seniorenbereich stand der Verteidiger im Aufgebot seines Landes bei den Weltmeisterschaften der Division I 2010, 2011, 2013, 2014, 2015 und 2016. Zudem spielte er für Polen bei den Qualifikationen für die Olympischen Winterspiele 2014 in Sotschi und 2018 in Pyeongchang.

## Erfolge und Auszeichnungen
- 2008 Polnischer Pokalsieger mit dem GKS Tychy
- 2009 Polnischer Pokalsieger mit dem GKS Tychy
- 2010 Polnischer Pokalsieger mit dem GKS Tychy
- 2011 Teilnehmer am All-Star-Game der Ekstraliga
- 2014 Aufstieg in die Division I, Gruppe A, bei der Weltmeisterschaft der Division I, Gruppe B
- 2015 Polnischer Meister und Pokalsieger mit dem GKS Tychy
- 2017 Pokalsieger mit dem GKS Tychy
- 2018 Polnischer Meister und Pokalsieger mit dem GKS Tychy

## Ekstraliga-Statistik
(Stand: Ende der Saison 2017/18)